# Darantasia pardalina
Darantasia pardalina là một loài bướm đêm thuộc phân họ Arctiinae, họ Erebidae.